# 第一赫魯什維察
50°33′14″N 26°2′28″E / 50.55389°N 26.04111°E
第一赫魯什維察（烏克蘭語：Грушвиця Перша），是烏克蘭西北部羅夫諾州羅夫諾區大奥梅利亚纳市镇内的村落。始建於1565年，面積2.54平方公里，海拔高度220米，2001年人口940。